# Олег Міщенко
Олег Леонідович Міщенко (нар. 24 серпня 1981, Київ) — український підприємець та інвестор. Засновник і керівник інвестиційної компанії АТ «ЗНВКІФ „Феномен“», що реалізує проєкти у харчовій промисловості, логістиці, транспортній інфраструктурі, IT, фінансових сервісах, нерухомості та роздрібній торгівлі.

## Освіта та кар’єра
Народився 24 серпня 1981 року в Києві. Закінчив Київську спеціалізовану школу №239. Отримав ступінь бакалавра за спеціальністю «Менеджмент організацій та адміністрування» у Національному університеті харчових технологій. Навчався у магістратурі Київського національного університету імені Тараса Шевченка за тією ж спеціальністю, а згодом здобув диплом юриста у цьому ж університеті.
У 2020-х роках заснував та очолив інвестиційну компанію АТ «ЗНВКІФ „Феномен“», статутний капітал якої перевищує 300 млн грн. За два роки вартість акцій фонду зросла утричі.

## Підприємницька діяльність
Олег Міщенко здійснює інвестиції у харчову промисловість, логістику, роздрібну торгівлю, IT, фінансові компанії, нерухомість та інфраструктуру.  
Харчова промисловість
- Bakery Food Investment (BFI) — виробництво хлібобулочних виробів із листкового тіста глибокої заморозки, відоме як спадкоємець бренду «Форнетті». Продукція представлена у національних торговельних мережах, сегменті HoReCa та експортується до 15 країн Європи та Азії.
- Завод у смт Козелець — виробництво листкового та здобного тіста, піци.
- Завод у м. Хуст — виробництво здобного тіста, круасанів, донатів, тіста філо; автоматизована лінія з виробництва та фасування льоду.
- Завод «Аква Миргород» — виробництво мінеральних та функціональних вод.

Логістика та дистрибуція
- ІМЗ Логістик — компанія у сфері підключення абонентів та послуг поповнення рахунків Київстар.
- НДУ — дистриб’юторська компанія з портфелем понад 5 тис. товарних позицій, складами, автопарком та торговельною командою.

Інфраструктура та транспорт
- АТ «Київпассервіс» — керує 6 автостанціями у Києві та 18 у Київській області; Міщенко є головою правління.
- Укрпас ЮА — IT-компанія у сфері автобусних перевезень, що забезпечує онлайн-продаж квитків по Україні, ЄС і США.

Фінансові сервіси
- Технофін — компанія, що спеціалізується на B2B-кредитуванні.

ІТ
- Розробка ERP-систем і програм для автоматизації виробничих, логістичних і платіжних процесів.
- AI Food — технологічне рішення для продажу готової продукції та напівфабрикатів.

Нерухомість
- Бізнес-центр «Старонаводницький» — управління орендою офісних приміщень.
- Компанія «Лемор» — будівництво комерційних об’єктів і здача їх в оренду.

Ритейл та громадське харчування
- Мережа монобрендових магазинів мобільних операторів «Київстар», Vodafone, Lifecell.
- Fishki.ua — мультибрендова мережа магазинів мобільних телефонів і аксесуарів.
- Розвиток мережі кав’ярень і пекарень під брендами Fishki Coffee, Fishki Pizza, Danish, Буде Булка.

## Громадська діяльність
Олег Міщенко здійснює благодійну підтримку освітніх та культурних ініціатив. Зокрема, він став меценатом видання ювілейної книги до 30-річчя Дипломатичної академії України при МЗС, що стало джерелом знань з історії Академії для багатьох поколінь дипломатів та дослідників міжнародних відносин.
У 2025 році його компанія Bakery Food Investment (BFI) підписала меморандум із громадою міста Остер (Чернігівська область) щодо розвитку та економічної підтримки регіону. Документ передбачає, що податки підприємства будуть спрямовуватись безпосередньо до місцевого бюджету для розвитку соціальної інфраструктури. За даними компанії, щомісячні надходження можуть коливатися від 400 тис. до 7 млн грн. У межах співпраці планується створення 500 додаткових робочих місць та відкриття факультету харчових технологій.
Компанія інвестувала понад 550 млн грн у виробництво під час війни, зокрема у новий завод у м. Хуст. Попри бойові дії, BFI забезпечила робочі місця для понад 600 працівників, а також розширила географію експорту продукції (Туреччина, США, Румунія, Молдова та інші країни).

## Відзнаки
- Подяка від колективу Дипломатичної академії України при МЗС за внесок у видання книги, присвяченої 30-річчю установи (2022).